# An-Nāsir li-Dīn Allāh

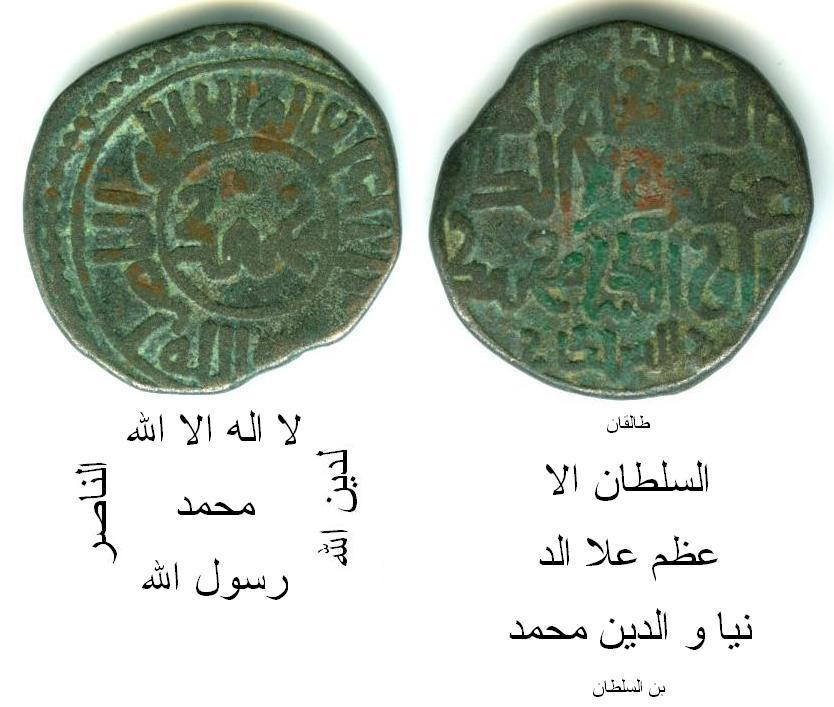
Münze Muhammads II. von Choresmien, auf der an-Nāsir als Kalif genannt wird

Abū l-ʿAbbās Ahmad ibn al-Mustadī' (arabisch ابو العباس أحمد بن المستضيء, DMG Abū l-ʿAbbās Aḥmad ibn al-Mustaḍīʾ; * 1158; † 2. Oktober 1225) mit dem Thronnamen an-Nāsir li-Dīn Allāh (الناصر لدين الله / an-Nāṣir li-Dīn Allāh / ‚der der Religion Gottes zum Sieg Verhelfende‘) war von 1180 bis 1225 der sechsunddreißigste Kalif aus der Dynastie der Abbasiden. Er gehört neben dem Fatimiden al-Mustansir (1036–1094) und dem Seldschuken Sandschar (1118–1157) zu den am längsten regierenden Herrschern der islamischen Geschichte.

## Politik
An-Nāsir li-Dīn Allāh trat die Nachfolge seines Vaters al-Mustadī' (1170–1180) an. Zunächst intervenierte er bei den Seldschuken und schürte die dortigen Machtkämpfe. Trotz einiger Rückschläge konnte er durch gute Beziehungen zu den Choresm-Schahs die Zerstörung des Seldschukenreichs (1194) einleiten. Bald kam es aber auch mit den Anuschteginiden zu Streitigkeiten um die Herrschaft über Westpersien, wobei die Truppen an-Nāsirs zunächst vertrieben wurden.
Da er sich nun mit den Ghuriden im heutigen Afghanistan gegen den Choresm-Schah Muhammad II. verbündete, rückte dieser 1217 auf Bagdad vor, musste sich aber wegen eines strengen Winters zurückziehen. Umstritten ist, ob an-Nāsir angesichts der bedrohlichen Macht seines Erzfeindes Kontakte zu den Mongolen unter Dschingis Khan aufnahm und so die mongolische Eroberung des islamischen Ostens heraufbeschwor. Zumindest wird dies an-Nāsir von einigen muslimischen Chronisten vorgeworfen.
Neben seinem außenpolitischen Wirken konnte an-Nāsir durch die Reorganisation der Futuwwa-Bünde die Autorität der Kalifen im Inneren seines irakischen Herrschaftsbereiches weiter stärken. Die Futuwwa-Bewegung entstand im 13. und 14. Jahrhundert in Anatolien aus dem Sufismus. Es handelte sich um Männerbünde der städtischen Bevölkerung, denen an-Nāsir beitrat und dessen Mitglieder dem Kalifen persönliche Treue schwören mussten. Auch Herrscher anderer Reiche wurden in diesen Bund aufgenommen und somit dem Kalifen untergeordnet. Mit dem Instrument des Futuwwa-Bundes hatte an-Nāsir für das Kalifat ein Instrument zur Sicherung der Macht geschaffen, welches von den Feudalgewalten unabhängig war. 

## Patronage von Religion und Wissenschaft
An-Nāsir förderte den Sufi-Scheich ʿUmar as-Suhrawardī. Er machte ihn 1183 zum Vorsteher eines Ribāts in Bagdad und ernannte ihn 1205 zum öffentlichen Prediger. As-Suhrawardī stieg durch An-Nāsirs Patronage zu einer der prominentesten Persönlichkeiten von Bagdad auf und vollführte für den Kalifen auch mehrere diplomatische Missionen, so 1207/08 zu den Ayyubiden, 1217/18 zu den Choresm-Schahs und 1221 an den Hof des Rum-Seldschuken Kai Kobad I.
Darüber hinaus förderte der Kalif auch die Wissenschaft. So wurden mehrere Lehranstalten und Bibliotheken neu errichtet oder erweitert. Allerdings wurde die Lehre der Muʿtazila und die Verbreitung der hellenistischen Philosophie bekämpft. Es kam deshalb mehrfach zu Bücherverbrennungen und zur Abstrafung unbequemer Freidenker und Philosophen, welche solchen Ideen nachgingen.
Nach an-Nāsirs Tod am 2. Oktober 1225 folgte ihm sein Sohn az-Zāhir bi-amr Allāh (1225–1226) auf den Thron.

## Familie
Zu seinen Ehefrauen zählte Seldschuki Chatun (gest. 1188), eine Tochter des Rum-Seldschuken-Sultans Kılıç Arslan II. (reg. 1156–1192).